# أرستقراطية الحكماء

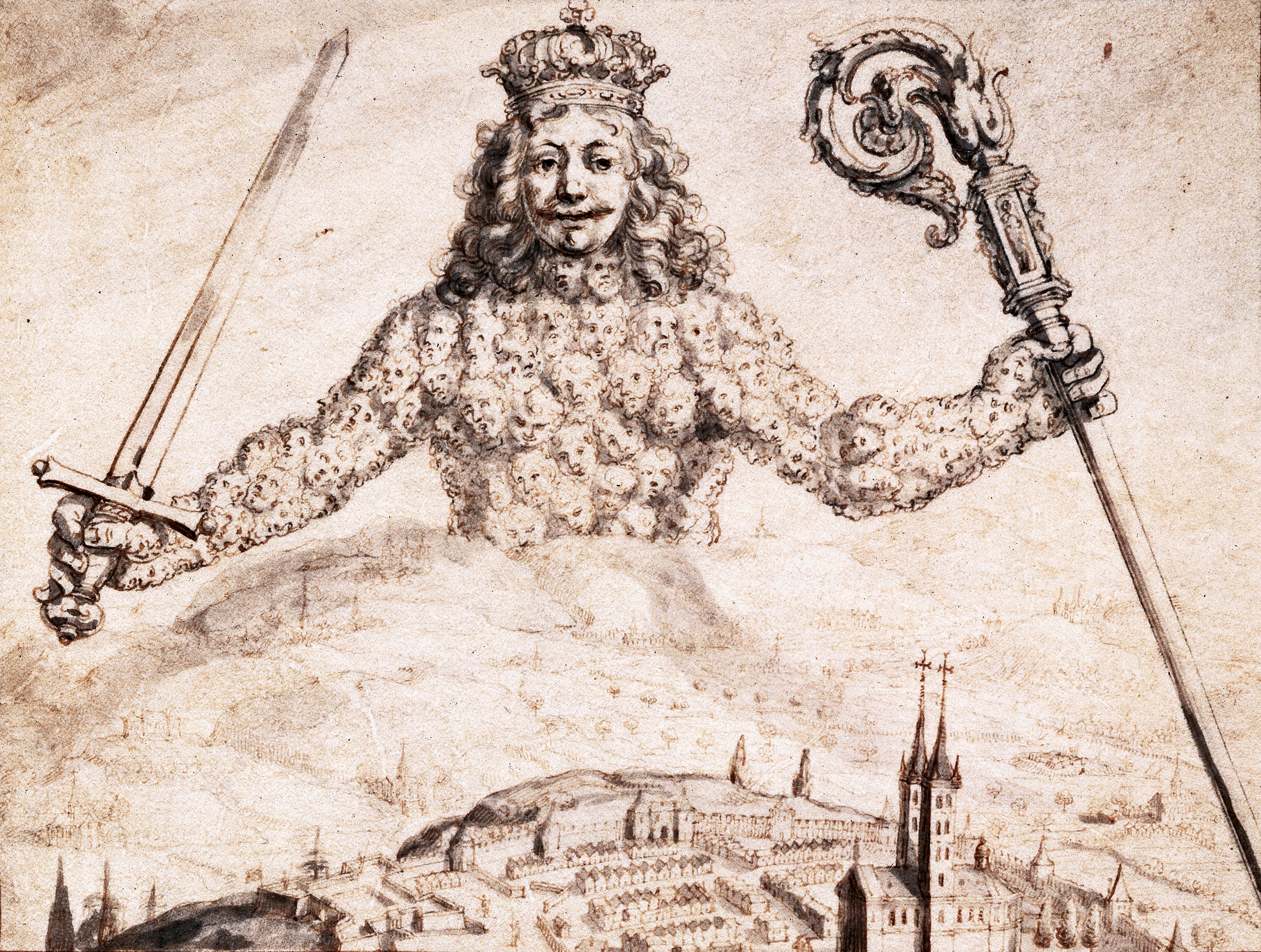

أرستقراطية الحكماء أو نوقراطية (بالإنجليزية: Noocracy)‏، هي كما عرّفها أفلاطون بالأصل، نظام حكمٍ تكون عملية صنع القرار فيه بيد الفلاسفة، وتشبه فكرة أفلاطون عن الملك الفيلسوف. وسّع الجيولوجي الروسي فلاديمير فيرنادسكي المفهوم، وتبعه في ذلك الفيلسوفان اللذان حضرا محاضرات فيرنادسكي، بيير تيلار دي شاردان وإيدوارد لي روي، أصحاب مفهوم مجال نو الحيوي.

## التطور
لربما يكون فيثاغورس من أوائل الذين حاولوا تطبيق نظام سياسي لمدينة الحُكماء التي خطّط لبنائها في إيطاليا بمساعدة أتباعه، الذين أُطلِق عليهم اسم الفيثاغوريين.
في التاريخ المعاصر، قدّم الجيولوجي الروسي فلاديمير فيرنادسكي أفكاراً مشابهة، رغم أنّه لم يستخدم المصطلح نفسه، ولكن استخدم مصطلح «مجال نو».
وفقاً للتعريف الذي وضعه أفلاطون، فإنّ أرستقراطية الحكماء ستكون مآل أنظمة الحُكم المستقبلية لكامل البشريّة، التي ستحلّ محلّ الديمقراطية (حُكم الجموع) وغيرها من أشكال الحُكم.
عرّف ميخائيل إيبستين، أستاذ النظرية الثقافية والأدب الروسي، عرّف أرستقراطية الحكماء بقوله: «مع تزايد المادة المفكّرة حجماً في المجال الحيوي والجغرافي إلى مجال نو، يُمكن تنبّؤ وصول المستقبل البشري إلى حكم أرستقراطية الحكماء، وهي تجسيدٌ لسلطة العقل الجمْعيّ لا الخاص بأفراد متفرّقين يمثلون مجموعات اجتماعية محددة أو المجتمع بكامله».

## الأساس المنطقي لأرستقراطية الحكماء
ينطلق معظم أنصار نظرية أرستقراطية الحكماء من الدليل الإمبريقي الذي يُثبت أنّ الناخبين في الأنظمة الديمقراطية المعاصرة هم في العموم جهلةٌ، ومضلَّلون، ولا عقلانيّون. لهذا السبب، فإن آلية (صوت واحد لكل ناخب) التي تتبناها الديمقراطية لا يمكن أن تُنتج سياسات عمليّة، وهكذا يصبح من المنطقي نقل السلطة إلى مجموعة أصغر عدداً ومطّلعة بشكلٍ جيد وعقلانية. يُمكن الدلالة على السِمات غير العقلانية لدى الناخبين في الأنظمة الديمقراطية من خلال نمطين رئيسين أحدهما سلوكي والآخر معرفي. أولاً، يعتقد أغلب الناخبين أن مساهمتهم الهامشية في التصويت لن تُفضي إلى التأثير على نتائج الانتخابات، ولهذا يزهدون بتثقيف أنفسهم في الشؤون السياسية. بمعنىً آخر، نظراً للوقت والجهد اللازمَين لاكتساب المعلومات، يعمد الناخبون بشكلٍ واعٍ إلى تفضيل عدم المعرفة. يُضاف إلى ذلك ما ثبت من أنّ معظم المواطنين يتعاملون مع المعلومات السياسية بطُرق عميقة التحيّز والتحزّب والاصطفاف السياسي المُسبق، بدلاً من التعاطي معها بطريقة متجرّدة وعقلانيّة. تدفع هذه الظاهرة النفسية بالناخبين إلى التماهي مع مجموعة سياسية معيّنة، ويبحثون عن أدلةٍ تدعم الحجج التي تعزّز ميولهم الآيديولوجية، وبالتالي يُجرون عملية التصويت بدرجة عالية من الانحياز.

### سهولة تأثّر الديمقراطية بالسياسات الفاشلة
تثبّط السلوكيات غير المنطقية الناخبين من اتخاذ القرارات المدروسة واختيار مقترحات السياسات الحقّة. على الجهة المقابلة، أظهرت العديد من التجارب السياسية أن مع زيادة تثقيف الناخبين، فإنهم يميلون إلى دعم السياسات الأفضل، ما يثبت أن اكتساب المعرفة له أثر مباشر على عملية التصويت المبنيّة على اختيار منطقي.
يرى أنصار نظرية أرستقراطية الحكماء خطراً عظيماً في حقيقة أن السياسيين أنفسهم يفضلون تطبيق قرارات تتعلق بالسياسات التي يميل إليها الناخبون، وذلك سعياً منهم للفوز في الانتخابات وتثبيت أنفسهم في السلطة، دون الالتفات إلى محتوى السياسات والنتائج المترتبة عليها.

### توظيف الخبرة للحصول على نتائج فعّالة
وفقاً لما يطرحه أنصار نظرية أرستقراطية الحُكماء، بالنظر إلى الطبيعة المعقّدة للقرارات السياسية، فمن غير المنطقي افتراض أن المواطنين العاديين لديهم المعرفة اللازمة لاتخاذ قراراتٍ تخصّ وسائل تحقيق أهدافهم السياسية. عموماً، تستلزم الأنشطة السياسية قدراً كبيراً من المعرفة العلمية الاجتماعية من شتّى الميادين، مثل علم الاقتصاد، وعلم الاجتماع، والعلاقات الدولية، والسياسة العامة، وهذا ما لا يتوفر في المواطن العادي.
بالنسبة لأنصار أرستقراطية الحكماء، يجب نقل آليات صنع القرار إلى مجموعةٍ متخصصة ذات خبرة مدرَّبة تدريباً خاصاً، وهو ما سيفضي إلى إحراز نتائج سياساتٍ فعالةٍ وذات كفاءة أعلى.
يقدّم النجاح الاقتصادي مؤخراً -في بعض الدول التي تتبنّى نوعاً من شكل الحُكم الذي يشبه أرستقراطية الحُكماء- دليلًا على صحّة الحُجّة السابقة.
على سبيل المثال، تتبنّى سنغافورة نظامَ حُكمٍ سياسي يفضّل الميريتوقراطية (حُكم الجدارة)، بموجبه لا يقبل في السلك الحكومي إلا أولئك الذين يثبتون تفرّدهم بالمهارات المتميّزة، التي تُختبَر وفقاً لامتحاناتٍ صارمةٍ على المستوى الجامعي، وعملية فرزٍ مهنيّ دقيقة… إلخ، وبعد ذلك، يُدرَّبون لوضع أنسب الحلول التي ترتدّ بالنفع على المجتمع بكامله.
ينظر الكثير من المواطنين في سنغافورة إلى حكومتهم بعين الرضا، ويرون أنها انتقلت بالبلاد من دول العالم الثالث إلى اقتصاد متطور، ونجحت في زرع الولاء في نفوس مواطنيها، وأنتجت حساً متميزاً للمواطَنة السنغافورية رغم التباينات الإثنيّة الحاضرة في البلاد.

## الانتقادات
تلقّت نظرية أرستقراطية الحكماء نقداً عنيفاً وجّه لها اللوم على عيوب حُكم الجدارة، بأنه يدعو إلى حُكمٍ غير عادلٍ لطبقة أرستقراطية. عادةً ما يتخذ النقد الموجّه إلى أرستقراطية الحكماء العديد من الأشكال، يركّز اثنان منها على كفاءة الحكماء المزعومين ومقوّمات بقائهم السياسيّة.
تنطلق بعض الانتقادات من دعمٍ الديمقراطية المباشرة بدلاً من التغييرات المقترحة في الاعتبارات للديمقراطية التمثيليّة.
تنتقد البروفيسورة هيلين لانديمور مفاهيم التمثيل التي تهدف إلى حجب المواطنين عن عملية صنع القرار السياسي، وبالتالي إلغاء سلطتهم السياسية.
تدعو نظرية أرستقراطية الحكماء إلى فصل المواطنين بشكل خاص عن عملية صنع القرار السياسي بناءً على فكرة أن المسؤولين من ذوي الخبرة الأعمق هم الأقدر على اتخاذ قراراتٍ أفضل من العوامّ.

### أرستقراطية الحكماء على النقيض من الديمقراطية
يرى الفيلسوف الأمريكي جايسون برينان أنّ الديمقراطية ليست أفضل نظام للحكم، ويقترح بدلاً منها نظاماً يُعطي سلطة التصويت لخرّيجي الجامعات بنسبٍ تزداد بناءً على المؤهلات التعليمية التي حقّقوها، تبدأ من إنهاء المدرسة الثانوية، والحصول على البكالوريوس، أو الماجستير... وغيرها.

### عدم كفاءة الخبراء
يوجّه النقدُ إلى نظرية أرستقراطية الحُكماء بسبب مزاعم الكفاءة التي تزخر بها. وفقاً لبرينان، فأحد الأسباب التي تؤدي إلى هدم الثقة بالمواطنين العاديين في عملية صنع القرار السياسي في الدولة هو أنّ عملية التفكير العقلي لديهم تنحازُ مسبقاً إلى مَن يرتبطون بهم أصلاً، ولا تنبني على ما هو أكثر فاعليّة.
في المقابل تطرح البروفيسورة لانديمور فكرة أن التنوّع المعرفي لدى أيّ جماعةٍ من المواطنين سيؤدي بالضرورة إلى تنوّع في مقاربات هذه المجموعة لعملية حلّ المشكلات، وبالتالي لديها فرصُ نجاحٍ أكبر مِن غيرها من المجموعات التي ينقصها التنوّع، وتقتصر على نخبة مزعومة من الخبراء.
يرى بعض المنظّرين السياسيّين أن فكرة أرستقراطية الحكماء مبنية على خرافة ستساند الهياكل الحالية لسلطة النخبة، مع الإبقاء على عجزها.

### رفض الظلم الديمغرافي في أرستقراطية الحكماء
يسعى المدافعون عن الديمقراطية إلى التدليل على عدم عدالة أرستقراطية الحُكماء بسبب بُعدَين: من خلال استخدام حجّة وقوع الظُلم وحُجّة النتائج السيّئة.
وفقاً للحُجّة الأولى فالأفراد المختلفون في مستويات الدخل والمستوى التعليمي ليس لديهم نفس فرصة الوصول لمصادر المعلومات، ما يعني أنّ الأرستقراطية المُقترَحة ستتكوّن من مواطنين بوضعية اقتصادية أعلى، وهكذا ستفشلُ في تمثيل باقي المجموعات الديمغرافية في المجتمع.
ووفقاً للحجّة الثانية، بما أنّه سيوجد تمثيلٌ زائدٌ لبعض المجموعات الديموغرافية وسوءٌ في التمثيل لمجموعات أخرى في السلطة، سينجم عن ذلك نتائج ظالمة، تصبّ في صالح المجموعات السكانية ذات الامتيازات.